# Madeleine Lemaire
Madeleine Lemaire, de soltera Coll, (Leis Arcs, 24 de maig de 1845 - París, 8 d'abril de 1928), va ser una pintora i aquarel·lista francesa especialitzada en obres de gènere acadèmic i en flors. Robert de Montesquiou solia dir d'ella que era la «emperadriu de les roses». Va introduir a Marcel Proust i Reynaldo Hahn en els salons de l'aristocràcia parisenca.

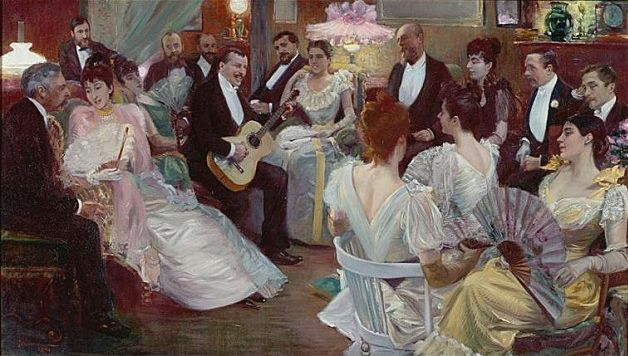
Cançó de Gibert en el saló de Mme Madeleine Lemaire (1891, Museu de Roubaix, Pierre Georges Jeanniot)

Madeleine Lemaire, va ser alumna de la senyora Herbelin i de Charles Joshua Chaplin. Es va especialitzar en el gènere acadèmic —al gust del segle xviii— i en l'assumpte mundà, especialment en la pintura de naturaleses mortes i flors. Va fer el seu debut en el Saló de París el 1864, on va continuar exposant durant tota la seva vida i va ser premiada el 1877 i el 1900. També va exposar a la societat d'aquarel·listes a partir de 1879. Va ser també il·lustradora de llibres com Els plaers i els dies de Marcel Proust, l'Abad Constantin de Ludovic Halévy o els poemes de Robert de Montesquiou. Cada dimarts, d'abril a juny, Madeleine Lemaire, solia rebre al «tot París» en els salons del seu hotel en el número 31 de la rue de Monceau, on rebia als aristòcrates del Faubourg Saint-Germain —els Rochefoucauld, Luynes, d'Uzès, Haussonville, Chevigné o Greffulhe—, als joves artistes i a les celebritats de l'escena i la política.

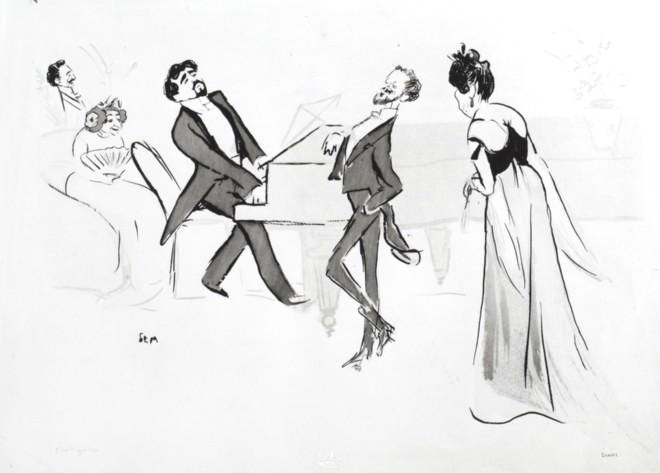
Reynaldo Hahn, al piano, amb Federico de Madrazo y Ochoa i Madeleine Lemaire. Dibuix de Sem (Georges Goursat)

En el seu taller convertit en saló fou l'amfitriona de figures tan diverses com Marcel Proust, Reynaldo Hahn, Victorien Sardou, Guy de Maupassant, Paul Bourget, Robert de Montesquiou, Gabrielle Charlotte Réju, Jean-Louis Forain, Antonio de la Gándara, Mounet Sully, Emma Calvé, Camille Saint-Saëns, María Diemer, Jules Massenet, Sarah Bernhardt, Henri Rochefort, Constant Coquelin, Robert de Flers, Gaston Armen de Caillavet, François Coppée, la duquessa d'Uzès, el cantant Félix Mayol, el polític Raymond Poincaré, la cantant Marie Van Zandt, Paul Deschanel, Émile Loubet, i l'actor Lucien Guitry. A l'estiu, Madeleine Lemaire rebia als seus convidats en el Château de Réveillon, al Marne, o a la seva casa de Dieppe, en el número 32 del carrer Aguado, on solia convidar a Marcel Proust i a Reynaldo Hahn. Pintora de flors sovint oblidada, Alexandre Dumas fill, que havia estat el seu amant, va dir d'ella que «després de Déu era qui major quantitat de roses havia creat». Robert de Montesquiou la va nomenar «emperadriu de les roses». Va rebre la Legió d'Honor el 1906. Trenta de les seves obres —pastissos, olis i aquarel·les— es van presentar entre abril i juny de 2010 en el Museu Marmottan-Monet de París com a part d'una exposició dedicada a les dones pintores en temps de Marcel Proust. Els museus de Dieppe, Mulhouse i Tolosa tenen algunes de les seves obres i el Museu del Louvre guarda una aquarel·la, Valet de chambre portant une lettre, i un florer de l'antiga col·lecció La Masle.